# Vignoble de l'Entre-deux-Mers
Le vignoble de l'Entre-deux-Mers est une région du vignoble de Bordeaux, situé entre les deux fleuves que sont la Garonne et la Dordogne.

## Appellations
| \| Bordeaux Loupiac Sainte-croix-du-mont Cadillac Premières-côtes-de-bordeaux Côtes-de-bordeaux-saint-macaire Graves-de-vayres Sainte-foy Entre-deux-mers Haut-benauge \| Les appellations de l'Entre-deux-Mers. |
| Bordeaux Loupiac Sainte-croix-du-mont Cadillac Premières-côtes-de-bordeaux Côtes-de-bordeaux-saint-macaire Graves-de-vayres Sainte-foy Entre-deux-mers Haut-benauge                                              |

La région de l'Entre-deux-Mers produit principalement sous les appellations génériques bordeaux (rouge, rosé ou blanc), bordeaux-supérieur (rouge ou blanc) ou crémant de Bordeaux, à laquelle se rajoutent des appellations sous-régionales ou communales, :
- sept appellations ou dénominations sous-régionales : 
  - entre-deux-mers (rouge et blanc sec) ;
  - premières-côtes-de-bordeaux (blanc sec et blanc moelleux) ;
  - cadillac-côtes-de-bordeaux (rouge) ;
  - côtes-de-bordeaux-saint-macaire (blanc sec) ;
  - sainte-foy-côtes-de-bordeaux (rouge, blanc sec, blancs moelleux et liquoreux – rares) ;
  - bordeaux-haut-benauge (blanc sec et blanc moelleux) ;
  - entre-deux-mers-haut-benauge (blanc sec) ;
- quatre appellations communales :
  - graves-de-vayres (rouge, blanc sec, blanc moelleux – rares) ;
  - cadillac (blanc liquoreux) ;
  - loupiac (blanc liquoreux) ;
  - sainte-croix-du-mont (blanc liquoreux).

## Historique
Le début du développement du vignoble est présenté comme remontant au XIe siècle, lié aux bénédictins de l'abbaye de La Sauve-Majeure (à La Sauve, en plein milieu de l'Entre-deux-Mers). Selon l'historien Hugh Johnson, le vignoble bordelais médiéval était essentiellement localisé sur les appellations actuelles graves et premières-côtes-de-bordeaux, avec quelques vignes éparses dans l'Entre-deux-Mers et le Blayais.
En 1870, la surface cultivée du vignoble de l'Entre-deux-Mers dépasse les 70 000 hectares, mais elle est ravagée par le phylloxéra, notamment à partir de 1876, d'où une nette réduction de la surface viticole.

## Géographie

### Géologie

L'Entre-deux-Mers, un plateau découpé par une vingtaine de petits cours d'eau.

L'Entre-deux-Mers correspond à un plateau majoritairement calcaire découpé par une série de vallées, notamment celles de la Garonne et de la Dordogne. Ces deux fleuves sont bordés d'abord par la zone des palus, notamment à la pointe nord-ouest (d'anciens marécages datant de la transgression flandrienne, sur des argiles tourbeuses, drainés) ; au-dessus, une terrasse alluviale datant du Pléistocène (lors des glaciations quaternaires) est composée de sables argileux, graviers et galets (un mélange appelé des graves). Plus haut, le rebord du plateau forme une falaise à certains endroits.
Ce plateau est composé de couches géologiques en très légères pentes vers le sud-ouest ; si les molasses du Fronsadais affleurent au nord-est sur la rive gauche de la Dordogne avec du calcaire à Astéries (les Astéries sont des étoiles de mer ; cette roche est appelée localement « calcaire de l'Entre-deux-Mers », exploité pour la construction) de l'Oligocène par-dessus, au sud sur la rive droite de la Garonne ces calcaires forment le bas du coteau, recouverts par les marnes à argiles grises de l'Oligocène, le calcaire gréseux du Burdigalien (Miocène inférieur), un niveau à huîtres à Sainte-Croix-du-Mont, avec au sommet de côte des argiles à gravier (du Pliocène) dont il reste une butte-témoin plus à l'est à Gornac. Les vallées des petits affluents des fleuves sont couvertes de limons argilo-sableux (du Pléistocène inférieur). Enfin les vignobles autour de Vayres sont sur des alluvions et colluvions argilo-sableuses, d'où le nom de l'appellation graves-de-vayres,.

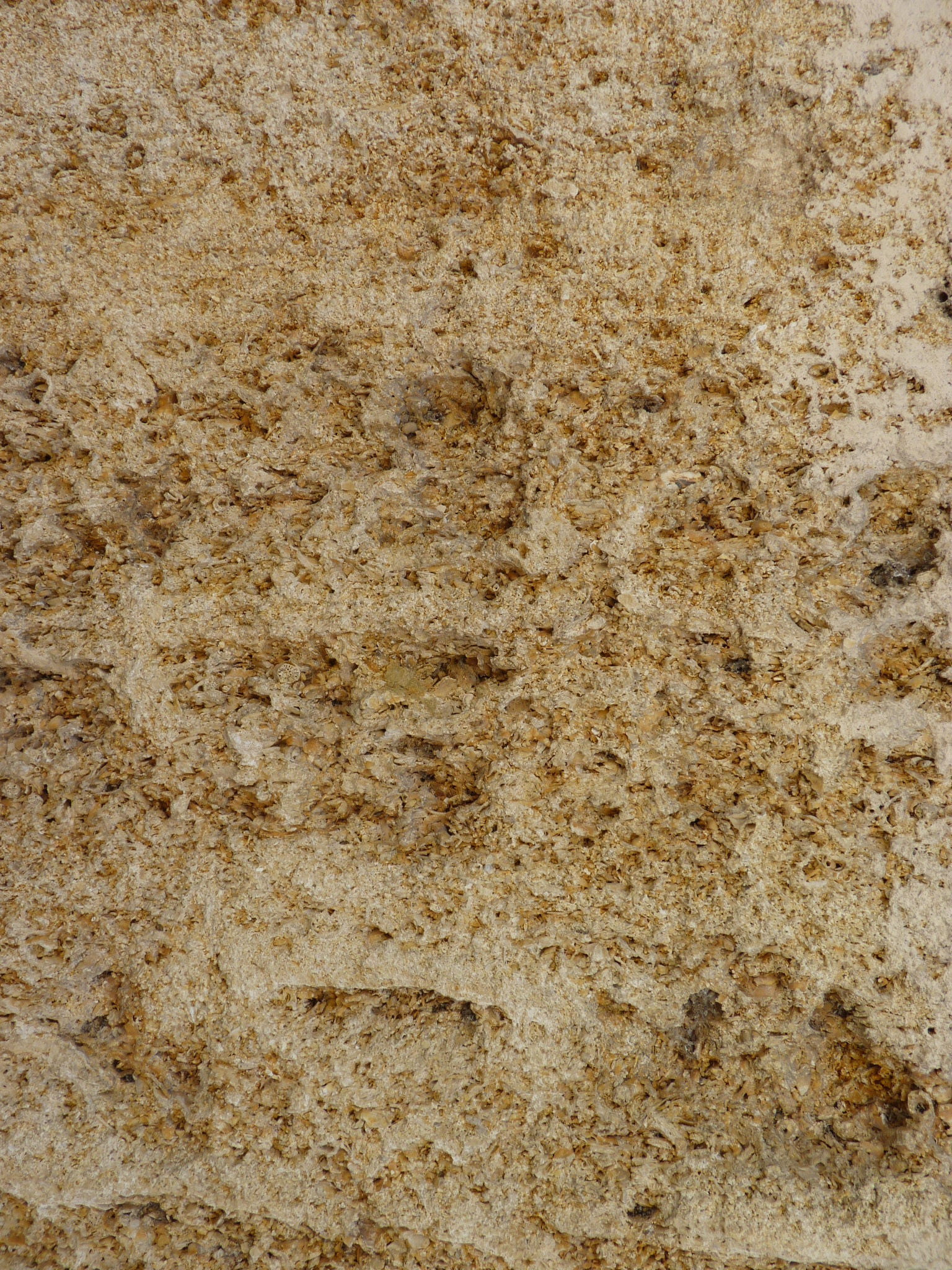
Calcaire à Astéries, sur une maison de Sainte-Foy-la-Grande.
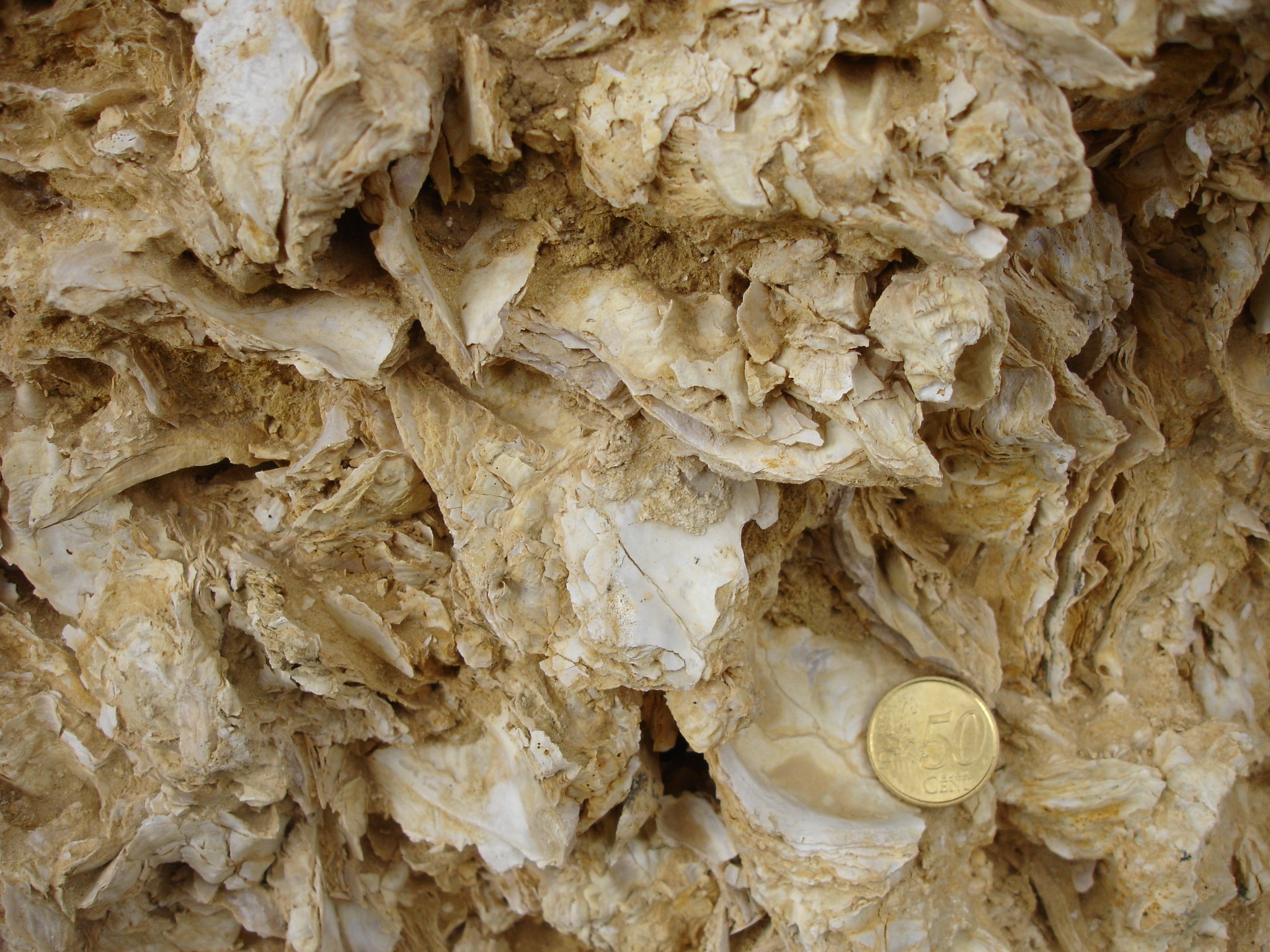
Calcaire à huîtres (Ostrea aquitanica), formant falaise à Sainte-Croix-du-Mont.

### Encépagement
Les cépages autorisés par les cahiers des charges des appellations de l'Entre-deux-Mers sont les suivants :
Pour les vins blancs :
- la muscadelle B, le sémillon B, le sauvignon B et le sauvignon gris G sont autorisés comme cépages principaux pour toutes les appellations du vignoble de l'Entre-deux-Mers ;
- le colombard B et l'ugni blanc B sont autorisés comme cépages accessoires pour l'entre-deux-mers (y compris l'entre-deux-mers haut-benauge) et pour le sainte-foy-côtes-de-bordeaux ;
- le merlot blanc B (qui est un cépage rare et en régression) est autorisé  comme cépage accessoire du graves-de-vayres.

Pour les vins rouges :
- le cabernet sauvignon N, le cabernet franc N, le côt N (ou malbec) et le merlot N sont autorisés comme cépages principaux pour toutes les appellations du vignoble de l'Entre-deux-Mer
- le petit verdot N est autorisé comme cépage principal pour le graves-de-vayres et comme cépage accessoire pour l'entre-deux-mers, le cadillac-côtes-de-bordeaux et le sainte-foy-côtes-de-bordeaux ;
- le carménère N est autorisé comme cépage principal pour l'entre-deux-mers et le graves-de-vayres et comme cépage accessoire pour le cadillac-côtes-de-bordeaux et le sainte-foy-côtes-de-bordeaux.